# Donggi Cona
Der Donggi Cona (auch Donggei Cuona oder Dongxi Co) ist ein See in der Region Amdo bzw. der chinesischen Provinz Qinghai. Er befindet sich im nördlichen Tibetischen Hochland in einer Höhe von 4090 m über dem Meeresspiegel. Seine Fläche beträgt ca. 229 km².

## Geologie und Wasserchemie
Der See liegt in einem 92 m tiefen Becken entlang der aktiven Kunlunverwerfung. Während der letzten Eiszeit lag der Seespiegel zwischen 24 und 57 m niedriger als heute und der See war abflusslos. Mit steigendem Wasserspiegel während des Holozäns lag der Seespiegel phasenweise bis zu 16,5 m höher als heute. Spätestens vor ca. 4300 Jahren bildete sich ein Abfluss. Heute entwässert der See über einen künstlich angelegten Kanal am nordwestlichen Ende.
Der See ist seit ca. 6800 Jahren ein oligotropher Süßwassersee mit einem mittleren pH-Wert von ca. 8,6 und Sauerstoffversorgung bis zum Seegrund, bedingt durch vollständige Durchmischung. Eine höhere Primärproduktion und Brackwasserbedingungen wurden für die Zeit vom Spätglazial bis zum mittleren Holozän abgeleitet.

## Ökologie
Die Vegetation im Einzugsgebiet des Sees besteht überwiegend aus Kobresia, Artemisia und Süßgräsern. Auf den Dünen im Umland treten vereinzelt Weiden auf.